# CTOL
A CTOL a Conventional Take-off and Landing, azaz a hagyományos fel- és leszállás rövidítése. Olyan repülőgépekre alkalmazzák, amelyek egy kifutópályán a felszállási sebességig gyorsítanak, majd a levegőbe emelkednek. Leszállás közben a repülőgép még jelentős sebességgel halad, a fékezéshez a földetérés után még több száz méter is kellhet. A hidroplánok kifutópálya helyett szállhatnak vízre is.